# Abbotsford (Nouvelle-Zélande)
Pour les articles homonymes, voir Abbotsford.
Abbotsford est une banlieue résidentielle de la ville de Dunedin, située dans la région d’Otago dans l’Île du Sud de la Nouvelle-Zélande.

## Situation
Elle est localisée immédiatement au nord de la ville de Green Island, et dont elle n’est séparée que par le trajet de la route State Highway 1/S H 1 et la ligne de chemin de fer de la ligne principale de l'Île du Sud (en).

## Gouvernance
Abbotsford est une banlieue dépendant de l’autorité territoriale de Dunedin.

## Activité
Abbotsford est une banlieue entièrement résidentielle, virtuellement sans commerce de détail ou de secteur de service en propre. Elle est reliée par un chemin à la banlieue proche de Green Island, dont elle n’est séparée que par 300 mètres en direction du sud.

## Population
Selon le recensement de 2013 en Nouvelle-Zélande, la localité d'Abbotsford avait une population de 1 770 habitants, en diminution de 0,8 % par rapport au recensement de 2006 où la population était de 1 785 résidents.

## Glissement de terrain d’Abbotsford
Dans la nuit du 8 août 1979, un glissement de terrain majeur survient au niveau de la banlieue d’Abbotsford, entraînant la destruction ou la relocation de près de 69 maisons et requérant l’évacuation de plus de 600 personnes. Aucun habitant n'est tué. Il reste le plus important glissement de terrain survenu dans une zone urbaine en Nouvelle-Zélande.